# Galerías Santo Domingo
Galerías Santo Domingo es un centro comercial en la ciudad de Managua, Nicaragua, (informalmente llamado como Galerías) es considerado como el centro comercial más exclusivo y más grande de la capital y del país. Está localizado en el kilómetro 7 Carretera a Masaya cerca de la rotonda Jean Paul Genie y el Bulevar de Los Mártires.

## Descripción
Galería Santo Domingo es el Centro Comercial más grande del área metropolitana de Managua y el más grande de toda Nicaragua.
El centro comercial abrió con 108 tiendas, incluyendo 3 anclas y un teatro con 10 salas de cine, una oficina de La Prensa, un concesionario de Audi y 16 restaurantes completos al igual que 13 restaurantes de comida rápida en el food court con capacidad para 1,400 sillas.
El centro comercial tiene un área total de 128,000m² de espacio total y un área de 57,000m² de espacio comercial. La decoración es de un estilo moderno, con fuentes en el interior, y ascensores panorámicos.

### Zona Viva

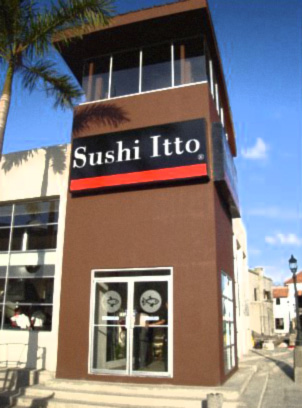
Sushi Itto localizado en Zona Viva de Galerías Santo Domingo.

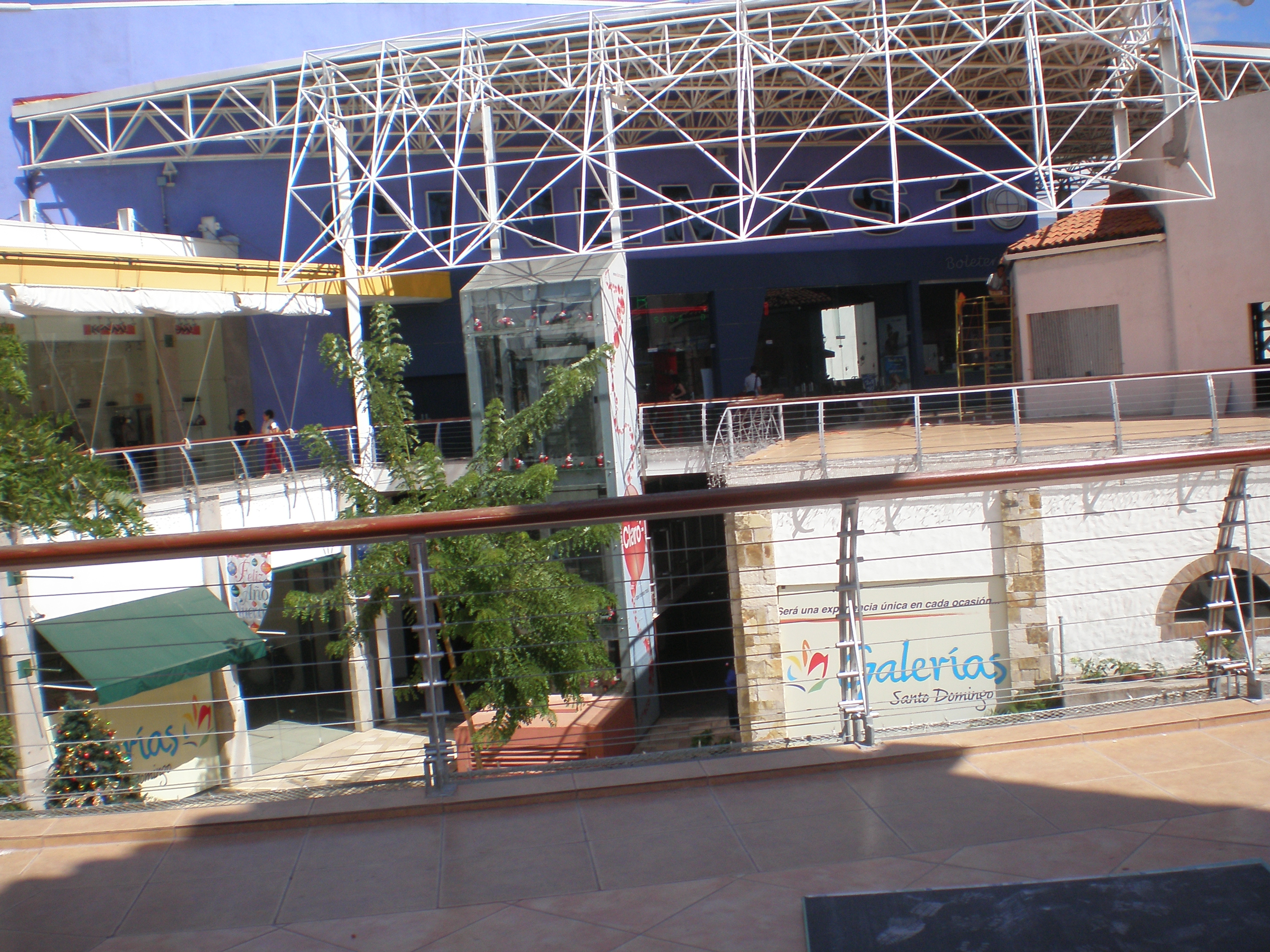
Cinemas Galerías 10.

Los sitios ubicados en la Zona Viva no son para comidas rápidas como los del food court, sino sitios de ocasión donde se puede compartir una experiencia con la familia y los amigos.
Entre estos nuevos sitios figuran discotecas, sport bares y restaurantes como Hippos, Sushi-i-to, Marea Alta, el Mesón Español, Papa John's Pizza, Búfalo Wings, El Churrasco, Rosti Pollos,Hippos, entre otros.

### Zona de entretenimiento
En la zona de entretenimiento de Galerías, cuenta con muchos establecimientos especializados para brindar comodidad y entretener a los clientes de Galerías, Esta zona cuenta con tiendas como Gamespot, Grandprix, Zona Cool, y los CINEMAS GALERÍAS 10 que fueron inaugurados el 9 de agosto de 2005, con una inversión de 5 millones de dólares, con un total de 10 salas de cine para una capacidad de 1,700 personas, y cuenta con la primera sala vip de Nicaragua que ofrece mejores atenciones como la venta de sushi y meseros.

## Tiendas anclas
Almacenes Siman, de El Salvador, inauguró el 26 de diciembre de 2004 su novena tienda en Centroamérica en Galerías Santo domingo, como una muestra del favorable clima de negocios que el país estaba alcanzando para atraer inversiones extranjeras, según indicó el presidente de esa cadena de tiendas, el salvadoreño Ricardo Simán.
“Es un almacén por departamentos de primer nivel mundial y definitivamente es el hermano gemelo de nuestro almacén Simán La Gran Vía, recién inaugurado en El Salvador”, dijo el empresario, durante la inauguración de Simán Galería Santo Domingo, que tiene un área de 7,000 metros cuadrados, ubicado en las cercanías de la rotonda Jean Paul Genie, sobre la Carretera a Masaya, al sureste de la capital.
Lista de las tiendas anclas:
- Galerías Siman
- La Curacao
- Zara
- Pull and Bear
- Stradivarius
- Bershka

## Lista de tiendas, restaurantes y entretenimiento

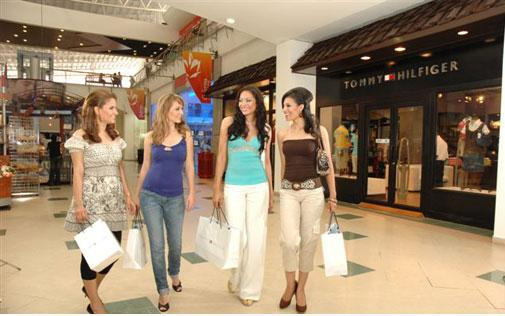
Tienda Tommy Hilfiger.

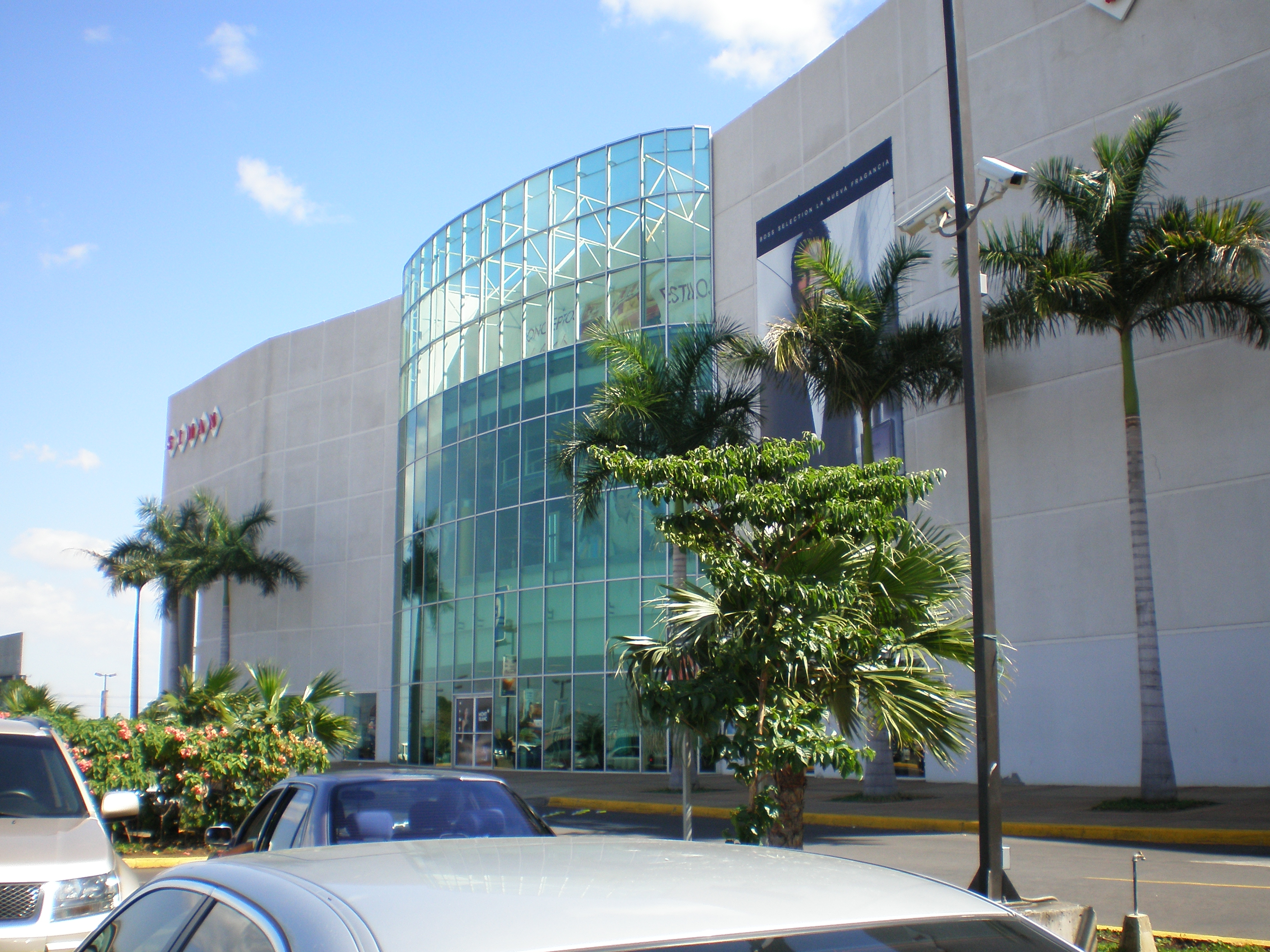
Galería Siman.

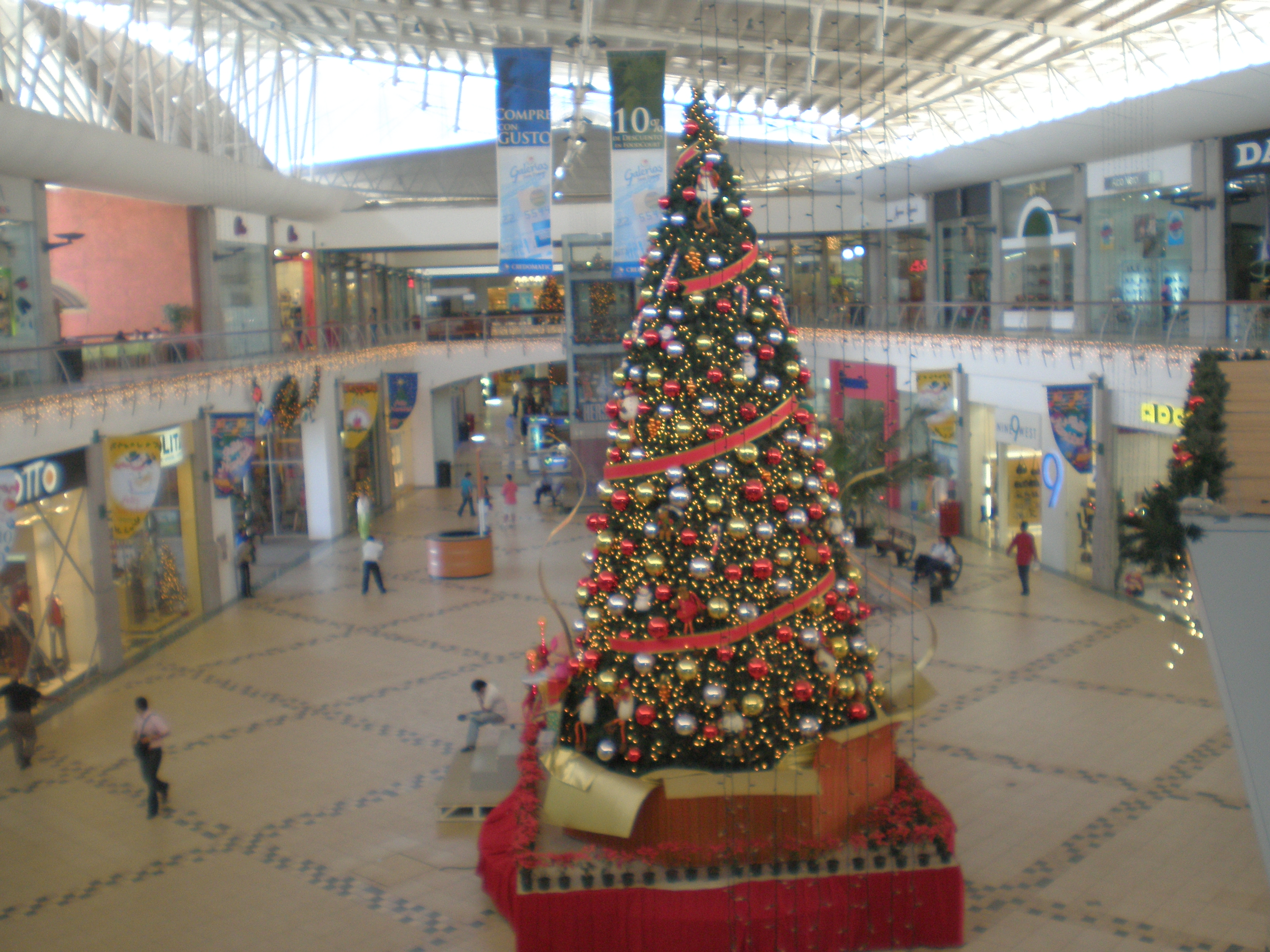
Tienda Tommy Hilfiger.

| Bancos - BAC - BDF - Credomatic Cajeros automáticos - Banpro - Bancentro - BDF - BAC Deportes - Sport Line - Columbia - Adidas - Puma Hogar-Decoración - Curacao - Copasa - Galería de Arte - TV Offer - Siman Hogar Joyas y accesorios - Dimani - Rubi Total Fashion - Ojos de la buena suerte - Arte y Plata - Swarowski Moda-Ropa-Accesorios - Pull & Bear - Bershka - Stradivarius - Benetton - Totto - Lolitas de Nicaragua - Guess - Tommy Hilfiger - Funky Fish - Dockers - Náutica - Calvin Klein - Levis - Dickies - Aca Joe - Variedades Ivette - Lacoste Niños - Aquanimal - EPK Regalos y Novedades - Detalles - Orquídeas - Sweet Moments - Hallmark Cafeterías - Casa del Café - Café las Flores - El Molino - Expresso Americano Servicios Varios - Movistar - Enitel-Claro - Cootel - PBS - Photo Studio Special Moments - CAPELLI SALON & SPA - Ópticas Matamorros - MEDCO su farmacia - Ópticas Münkel - Salón Platinium - HP Store - La Universal - Autostar - Portátiles | Tienda por Departamento - Almacenes Siman - Zara Zapaterías - Adoc International - Hush Puppies - Payless Shoe Source - Converse Food Court - Burger King - Tip Top - Sbarro - Chop Suey Internacional - Subway - Pizza Valentis - Pollo Estrella - Crepes Lover - Go Green - Ajúa - Mi Viejo Ranchito - Shanghái Express - Pupusas de Doña Ethel - Eskimo Zona Viva - Hard Rock - Don Cándido - Rostipollos - Sushi Itto - El Churrasco - Tacontento - Mesón Español - Buffalo Wings - Hippos - Papa Johns - Choys - Shanghái Bistró - Pan e Vino - Xquisito Entretenimiento - Cinemas Galerías 10 - Zona Cool - Zona Deportiva Claro |